# ناخدا (فیلم ۱۹۸۱)
ناخدا (به هندی: Nakhuda) فیلمی هندی محصول سال ۱۹۸۱ و به کارگردانی دلیپ نایک است. در این فیلم بازیگرانی همچون راج کیران، کولبوشان کارباندا، سواراپ سمپات، مادان پوری، بهارات کاپور و آشا ساچدو ایفای نقش کرده‌اند.